# Табела рутирања
Табела рутирања (енгл. Routing table) у рачунарским мрежама је датотека смештена у RAM рутера који садржи информације о топологији мреже у његовој околини. На основу одредишне IP адресе у IP заглављу пакета и информација из табеле рутурања, рутер као уређај прослеђује пакете ка крајњој дестинацији. Руте у табели рутирања можемо класификовати у три групе:

## Директно повезане руте
Сваки од интерфејса (под-интерфејса) рутера мора да припада различитим мрежама. Када доделимо интерфејс некој мрежи, односно када му доделимо ИП адресу и маску која јој одговара. Мрежа којој припада аутоматски улази у табелу рутурања као директно повезана мрежа. У табелама рутирања руте ка директно повезаним мрежама се најчешће означавају латиничним словом "" од (енгл. Connected).

## Статички додељене руте
У табелама рутирања се означавају латиничним словом "" од (енгл. Static), уписује их сам администратор статички. Најчешће се користе у мрежама са малим бројем рутера, или када постоји само излаз на интернет сервис провајдера.

## Динамички одређене руте
Удаљене мреже се најчешће уписују у табелу динамички помоћу протокола рутирања. Рутери користе ове протоколе ради размене информација о доступности и статусу удаљених мрежа. Овакав начин одржавања табела рутирања има предности у односу на статички. Наиме при промени топологије мреже, рутери динамички промене информације у табели без потребе за асистенцијом администратора. У табелама динамички одређене руте се означавају неким од латиничних слова које упућује на протокол рутирања којим је рута одређена.
Пример табеле рутирања (табела са Cisco рутера).
```
Ruter#show ip route 
Codes: C - connected, S - static, I - IGRP, R - RIP, M - mobile, B - BGP
       D - EIGRP, EX - EIGRP external, O - OSPF, IA - OSPF inter area
       N1 - OSPF NSSA external type 1, N2 - OSPF NSSA external type 2
       E1 - OSPF external type 1, E2 - OSPF external type 2, E - EGP
       i - IS-IS, L1 - IS-IS level-1, L2 - IS-IS level-2, ia - IS-IS inter area
       * - candidate default, U - per-user static route, o - ODR
       P - periodic downloaded static route

Gateway of last resort is not set

     172.16.0.0/24 is subnetted, 3 subnets
R       172.16.1.0 [120/1] via 172.16.2.1, 00:00:02, Serial0/0/0
C       172.16.2.0 is directly connected, Serial0/0/0
C       172.16.3.0 is directly connected, FastEthernet0/0
C    192.168.1.0/24 is directly connected, Serial0/0/1
Ruter#
```